# Ordine dell'Amicizia (Tagikistan)
L'Ordine dell'Amicizia è un'onorificenza del Tagikistan.

## Assegnazione
L'ordine è assegnato a figure dello Stato e pubbliche nella scienza, nella cultura, nella letteratura e nell'arte e ad altri cittadini della Repubblica del Tagikistan per premiare attività operose e fruttuose nel rafforzamento della pace, dell'amicizia e della cooperazione tra i popoli, nella tutela dei diritti umani e degli interessi sociali e un grande contributo personale allo sviluppo e alla moltiplicazione del potenziale spirituale e intellettuale della Repubblica del Tagikistan.

## Insegne
- L'insegna al centro ha un medaglione smaltato di blu con una colomba bianca